# ارمیاس اشتراوخ
ارمیاس اشتراوخ (نام علمی: Eremias strauchi) که معمولاً به عنوان تیزروی اشتراوخ (Racerunner Strauch) شناخته می‌شود، گونه‌ای از سوسمارهای خانواده سوسماران راستین و بومی غرب آسیا است. هیچ زیرگونه‌ای وجود ندارد که معتبر شناخته شود.
ارمیاس اشتراوخ در جنوب ارمنستان، جنوب آذربایجان، شمال شرق ایران و شمال شرق ترکیه یافت می‌شود.
زیستگاه طبیعی ترجیحی ارمیاس اشتراوخ بوته‌زارها در ارتفاعات ۳۰۰–۳٬۵۰۰ متر (۹۸۰–۱۱٬۴۸۰ فوت) است.